# A Ravasz, az Agy és két füstölgő puskacső
A Ravasz, az Agy és két füstölgő puskacső (Lock, Stock and Two Smoking Barrels) 1998-as brit akció-vígjáték, melynek rendezője és forgatókönyvírója Guy Ritchie. A főszereplők Jason Flemyng, Dexter Fletcher, Nick Moran, Jason Statham, Steven Mackintosh és Vinnie Jones.

## Cselekmény
Londonban négy barát (Tom, Eddy, Szappan és Dudva) kisebb csalásokkal tartja a fejét a víz felett. Életük nagy dobására készülnek egy pókerjátszmán (a háromkártyás Three card brag változat). Eddy, aki igazán jó pókerjátékosként ismert, és barátai összegyűjtik a szükséges 100 000 font belépőt, hogy Eddy részt vehessen a helyi maffiafőnök, „Baltás” Harry Lonsdale illegális pókerversenyén. Ahogy az várható volt, hamis kártyákat és piszkos trükköket játszanak ki, így a négy barát nemcsak a tétjét veszíti el, hanem 500 000 font adóssággal is tartozik a nagyfőnöknek. Egy héten belül elő kell teremteniük a pénzt - vagy levágják az ujjaikat.
Miután Eddy napokig sikertelenül próbálja megszerezni a pénzt, hazatérve  véletlenül - lakásuk falai nem éppen vastagok - meghallja, hogy a szomszédai, egy Dog nevű férfi által vezetett tolvajbanda le akar csapni néhány marihuánatermesztőre, akik állítólag tele vannak pénzzel és kábítószerrel. Eddy azzal az ötlettel áll elő, hogy a szomszédok rablása után ők rabolják ki a szomszédokat. 
Tom egy pár antik puskát szerez egy Nick „a Görög” nevű dílertől, aki viszont üzletet köt Rory Breakerrel, egy gengszterrel és szociopatával, hogy az majd megveszi a lopott drogot. Nick a fegyvereket két kétbalkezes piti tolvajtól, Garytől és Deantól veszi meg, akik egy csődbe ment lordtól lopták el őket Harry Lonsdale megbízásából, nem sejtve, hogy az egész fegyvergyűjteményből csak a két antik puska érdekli. Amikor Harry megtudja, hogy a puskákat eladták, dühös lesz, és megfenyegeti őket, hogy azonnal szerezzék vissza azokat. 
Rory Breaker rájön, hogy a drogot, amit meg akart venni, tőle lopták el, mivel a marihuánatermesztők az ő alkalmazottai voltak. Rory kivallatja Nicket, hogy elárulja, hol lakik a négy barát, és elhoz magával egy vegyészt, hogy segítsen beazonosítani a tolvajokat. Eközben Dog a veszteségen feldühödve átdobja egyik emberét a lakás vékony falán, aki megtalál mindent, amit elloptak tőlük. Miközben Dog megszámolja a pénzt, az emberei felkészülnek a négy barát meglepésére. Gary és Dean, akik az antik fegyvereket akarják visszaszerezni, felkeresik Nicket, aki ugyanoda irányítja őket, ugyanakkor Big Chris, Harry adósságbehajtója a fiával ugyanoda megy, miközben a négy barát hazafelé tart a bárból.
Rory és bandája rajtaüt a lakáson, és lövöldözés alakul ki a szomszédokkal, melynek során mindenki meghal, kivéve Dogot és a vegyészt, aki ezt kihasználva elmenekül a marihuánával. 
Big Chris ellopja a régi fegyvereket és a pénzt Dogtól, amikor az menekülni készül; Gary és Dean üldözőbe veszi Big Christ, és a négy barát hazatérve azt látja, hogy a zsákmányuk eltűnt. Big Chris átadja a fegyvereket és a pénzt Harrynek, de visszatérve azt látja, hogy Dog azzal fenyegetőzik, hogy megöli a fiát, ha nem adja vissza a zsákmányt. A kétbalkezes Gary és Dean kétségbeesetten próbálják visszaszerezni a fegyvereket, ezért megtámadják Harryt és Barryt az irodájukban, és abban a pillanatban rájönnek a hibájukra, amikor megölik egymást. 
Big Chris belerohan a négy barát autójába, hogy lefegyverezze Dogot, majd brutálisan agyonveri a kocsi ajtajával. Visszatér, hogy elvegye az adósságpénzt az eszméletlen barátoktól, de hagyja, hogy Tom elhúzzon az antik fegyverekkel.
A négy barátot letartóztatják, de ártatlannak találják őket, miután a felügyelő Dog bandáját tartja fő gyanúsítottnak. 
A négy barát Eddy apjának bárjában találkozik, és úgy döntenek, jobb, ha Tom elviszi magával és megszabadul a fegyverektől, amelyek a bűncselekményekhez kötik őket. Miután Tom elmegy, belép Big Chris, és bevallja, hogy az adósságpénzt megtartja magának és a fiának, de ehelyett átad nekik egy antik fegyver katalógust, amelyből kiderül, hogy a puskák egyenként is egy vagyont érnek. 
Tomot gyorsan felhívják, és a történet szó szerint és átvitt értelemben is feszültséggel ér véget, mivel amikor Tom mobilja csörögni kezd, ő egy híd szélén áll, ahol a fegyvereket a Temzébe akarja dobni, de még nem döntötte el, hogy előbb fogadja-e a hívást, vagy előbb bedobja a fegyvereket.

## Szereplők
| Színész           | Szerep         | Magyar hang         |
| ----------------- | -------------- | ------------------- |
| Jason Flemyng     | Tom            | Kálloy Molnár Péter |
| Nick Moran        | Eddy           | Kaszás Gergő        |
| Dexter Fletcher   | Szappan        | Tzafetás Roland     |
| Jason Statham     | Dudva          | Kaszás Attila       |
| Steven Mackintosh | Winston        | Rába Roland         |
| Vinnie Jones      | Nagy Chris     | Szabó Győző         |
| Sting             | JD             | Szervét Tibor       |
| Nicholas Rowe     | J              | Dévai Balázs        |
| Ronnie Fox        | Mickey         | Csiszár Jenő        |
| Huggy Leaver      | Paul           | Tamási Zoltán       |
| Nick Marcq        | Charles        | Hamvas Dániel       |
| Charles Forbes    | Willie         | Rácz Attila         |
| Lenny McLean      | Baptista Barry | Hollósi Frigyes     |
| Peter McNicholl   | Kicsi Chris    | Bíró Attila         |
| P. H. Moriarty    | Baltás Harry   | Rajhona Ádám        |

## Fordítás
- Ez a szócikk részben vagy egészben  a   Lock, Stock and Two Smoking Barrels című spanyol Wikipédia-szócikk fordításán alapul.  Az eredeti cikk szerkesztőit annak laptörténete sorolja fel. Ez a jelzés csupán a megfogalmazás eredetét és a szerzői jogokat jelzi, nem szolgál a cikkben szereplő információk forrásmegjelöléseként.